# 十余二村
十余二村（とよふたむら）は千葉県の北西部、東葛飾郡に属していた村。

## 歴史

### 村名由来
小金牧への12番目の入植地であることと、十二分の発展を未来にかける意味から。

### 沿革
この地方は、葛飾郡ののち東葛飾郡に属した。
- 1873年（明治6年） - 大区小区制施行の際、第12大区8小区に編入される。
- 1878年（明治11年） - 郡区町村編制法施行の際、若柴村および正蓮寺村と村連合を組成する。
- 1884年（明治17年） - 戸長役場所轄区域更定の際、若柴村、正蓮寺村、花野井村、大室村、小青田村および高田村と同一の戸長役場の所轄に属した。
- 1889年（明治22年）4月1日 - 町村制施行、田中村・十余二村組合が成立。
田中村との間に村組合を設置した。合併せず村組合としたのは、十余二村が新開墾地で、旧い伝統をもつ他の諸村と民情、風俗、生活状態等を異にしたため。
- 1891年（明治24年）4月1日 - 田中村大字青田新田飛地を十余二村に編入。
- 1914年（大正3年）10月10日 - 組合を解消し、田中村および十余二村の区域で田中村が発足。